# Xã Butterfield, Quận Barry, Missouri
Xã Butterfield (tiếng Anh: Butterfield Township) là một xã thuộc quận Barry, tiểu bang Missouri, Hoa Kỳ. Năm 2010, dân số của xã này là 973 người.